# Янковский, Ян (актёр)
Ян Янковский (пол. Jan Jankowski; род. 2 июня 1961) — польский актёр театра, кино, радио и телевидения.

## Биография
Ян Янковский родился в г. Здуньская-Воля (Лодзинское воеводство Польши). Дебютировал в театре в 1982 году. Актёрское образование получил в Государственной высшей театральной школе в Кракове (Филиал во Вроцлаве), которую окончил в 1984 году. Актёр театров во Вроцлаве, Калише, Лодзи, Быдгоще, Бельско-Бяле и Варшаве, выступает также в спектаклях «театра телевидения» (с 1987 года) и «театра Польского радио».

## Избранная фильмография
- 1984 — Это только рок / To tylko rock
- 1985 — Женщина из провинции / Kobieta z prowincji
- 1985 — Детские сцены из жизни провинции / Sceny dziecięce z życia prowincji
- 1985 — Ядовитые растения / Rośliny trujące
- 1986 — Интимный дневник грешника, написанный им о себе / Osobisty pamiętnik grzesznika przez niego samego spisany
- 1986 — Путешествия пана Кляксы / Podróże Pana Kleksa
- 1988 — Пан Клякса в космосе / Pan Kleks w kosmosie
- 1988 — Мастер и Маргарита / Mistrz i Małgorzata
- 1989 — Декалог 9 / Dekalog IX
- 1990 — Называй меня Рокфеллер / Mów mi Rockefeller
- 1990 — Путешествие в день рождения / Kaj's fødselsdag
- 1990 — Похороны картофеля / Pogrzeb kartofla
- 1993 — Ветер с востока / Vent d'est
- 1995 — Скандал из-за Баси / Awantura o Basię
- 1995 — Ничего смешного / Nic śmiesznego
- 1998 — Проститутки / Prostytutki
- 1999 — Что сказал покойник

## Признание
- 1986 — Награда им. Збигнева Цибульского[1].